# Biskupi Ałmaty
Biskupi Ałmaty – biskupi diecezjalni diecezji Świętej Trójcy w Ałmaty.

## Biskupi

### Biskupi diecezjalni
| Lata urzędowania | Biskup | Biskup                        | Uwagi |
| ---------------- | ------ | ----------------------------- | ----- |
| 2003–2011        |        | Henry Theophilus Howaniec OFM |       |
| od 2011          |        | José Luís Mumbiela Sierra     |       |